# مطالعات ژوانگ
مطالعات ژوانگ (یا ژوانگ‌شناسی) یک حوزه فکری میان‌رشته‌ای درباره مردم ژوانگ است که درحوزه تاریخ، انسان شناسی، مذهب، سیاست، زبان و ادبیات آنها پژوهش می‌شود. اکثر این پژوهش‌ها در چین انجام می‌شود. هوانگ شیان فان به عنوان پدر مطالعات ژوانگ شناخته می‌شود. 

## ویژگی‌ها
حوزه‌هایی که معمولاً مشمول این مطالعات می‌شوند شامل تاریخ ژوان، ادبیات ژوان، هنر ژوان، موسیقی ژوان، زبان ژوان، جامعه شناسی ژوان، علوم سیاسی ژوان، اقتصاد ژوان، فولکلور ژوان و قوم شناسی‌شناسی ژوان است. یافته‌های این پژوهش‌ها با حوزه‌های مشابه مانند مطالعات تای و مطالعات یائو مقایسه می‌شود. مطالعات ژوان گاهی اوقات با حوزه‌های گسترده‌تری از جمله lingan، مطالعات Yue People، مطالعات جنوب آسیا ، و یا مطالعات آسه‌آن را اشتراک دارد.